# 欧越桔柳
欧越桔柳（学名：Salix rectijulis）为杨柳科柳属的植物。分布于蒙古、西伯利亚、欧洲以及中国大陆的新疆等地，生长于海拔2,700米至2,800米的地区，多生于高山冻原，目前尚未由人工引种栽培。